# Eva Libertad
Eva Libertad García López (Molina de Segura, 7 de octubre de 1978) es una directora de cine, guionista y productora española.

## Biografía
Estudió sociología en la Universidad Complutense de Madrid, y posteriormente recibió una beca para estudiar teatro. Completó su formación actoral en México y Argentina con Fernando Piernas y Augusto Fernandes. Posteriormente regresó a Murcia donde comenzó a colaborar con colectivos culturares y feministas.

### Trayectoria profesional
En 2015 se incorporó a la productora Nexus Films junto a la también directora Nuria Muñoz-Ortín.Su trabajo cinematográfico se caracteriza por abordar temas relacionados con las mujeres y la diversidad. Con esta productora ha escrito y dirigido numerosos proyectos de documental y ficción, cortos con trayectoria en festivales nacionales e internacionales y un programa de ficción para el canal de televisión autonómico La 7.
En 2019, estrenó su primer cortometraje titulado Leo y Alex en pleno siglo 21codirigido con Nuria Muñoz-Ortín con temática LGBT. Y al año siguiente, en 2020, vio la luz la TV movie, Nikolina,un cuento fantástico que consiguió reconocimiento en festivales. En 2022, Libertad optó al Premio Goya en la categoría de Mejor corto de ficción con su obra titulada Sorda, codirigido también con Nuria Muñoz-Ortín. Fue la primera obra que optaba a este premio rodada en lengua de signos e interpretado por una actriz no oyente. El corto, seleccionado en más de 100 festivales de todo el mundo como el Athens Film Festival de Estados Unidos, el Short Shorts Film Festival & Asia de Japón o el CineLebú en Chile (los 3 califican para los Premios Óscar), narra la vida de una mujer sorda que desea ser madre y es interpretada por la actriz Miriam Garlo.
Codirigió el corto de ficción Sorda con Nuria Muñoz-Ortín, En el año 2022 este corto fue la primera obra nominada a un Premio Goya en lengua de signos e interpretada por una actriz no oyente.

## Premios y reconocimientos
Sorda fue seleccionado en numerosos festivales y ha conseguido premios tanto nacionales como internacionales. Recibió el premio al corto ganador de la XXXIV Semana de Cine Español de Mula, el Primer Premio de la XXI Festival Internacional de Cortometrajes Radio City, mejor actriz de cortometraje para Miriam Garlo en el 31.º Festival de Cine de Madrid, el Premio del público en el Concurso Iberoamericano de Cortos Versión Española/SGAE, la Biznaga de Plata Premio del Público en la sección "Afirmando los derechos de las mujeres" en el Festival de Málaga, el premio al mejor corto español en el NIFF (Navarra International Film Festival), el premio en el Festival Internacional de Cine de Mujeres de Asuán (Egipto) y el premio al mejor corto extranjero en Snowtown Film Festival de Nueva York.
- Biznaga de Oro a la Mejor Película Española a la cinta 'Sorda' en 2025.[24]

## Filmografía
- 2019 – Leo y Alex en pleno siglo 21. Cortometraje  codirigido con Nuria Muñoz-Ortín.[8]
- 2020 – Nikolina. TV movie codirigido con Nuria Muñoz-Ortín.[9][25]
- 2021 – Sorda. Cortometraje codirigido con Nuria Muñoz-Ortín.[26]
- 2022 – Mentiste Amanda. Cortometraje codirigido con Nuria Muñoz-Ortín.[27]
- 2025 – Sorda. Largometraje[28]